# 鬼塚智徳
鬼塚 智徳（おにつか とものり、1980年（昭和55年）3月21日 - ）は、福岡県うきは市生まれのトレイルランナー。元・九電工陸上競技部所属(1998年 - 2010年)。現・THE NORTH FACE ATHLETE。
浮羽高校3年生の時にインターハイに出場。卒業後は実業団の九電工に進み、1999年世界クロスカントリー選手権日本代表、2000年全日本実業団ハーフマラソン3位、2005年別府大分毎日マラソン4位入賞などの実績を残す。
2010年に陸上部から退部してからも引き続き九電工でフルタイム勤務の傍らで市民ランナーとして競技を続け、2013年のおきなわマラソンでは優勝を果たした。
それ以上に特筆すべきなのが、トレイルランでの実績である。
出場したモンゴル国際草原マラソンでトレイルランニングを知り、2012年の平尾台トレイルランニングレースに出場し優勝。翌年も出場し連破を飾る。更に2014年のSTY（静岡to山梨）で3位、神流マウンテンラン&ウォーク スーパーシングル50Kで優勝。2019年、UTMFで7位入賞と実績を重ねてからは日本のトレイルランニングの世界でトップ選手と目されている。